# Xintian, Minle
Xintian (kinesiska: 新天) är en köping i nordvästra Kina. Den ligger i Minle härad i staden Zhangye i provinsen Gansu, omkring 400 kilometer nordväst om provinshuvudstaden Lanzhou. Antalet invånare är 22 860. Befolkningen består av 10 978 kvinnor och 11 882 män. Barn under 15 år utgör 21,0 %, vuxna 15-64 år 70 %, och äldre över 65 år 8,0 %.